# Nikon F50
Nikon F50 (eller N50, navnet som det er kendt under i Nordamerika), er et analogt spejlreflekskamera til 35 mm film med et enkelt objektiv.
Apparatet blev introduceret  af Nikon i 1994.
F50 har autofokus, lysmåling gennem objektivet, forskellige programindstillinger, som strækker sig fra manuel  betjening  til avanceret point and shoot-indstillinger.
Apparatet henvendte sig til publikum i den lavere budgetklasse og blev i 1998 erstattet af Nikon F60 henholdsvis N60.

## Historie
En variant, som er kendt under navnene F50D og N50D, blev leveret med tilføjelserne, en dato og tids facilitet og panorama-mode.

## Opbygning af kamera
F50 kassen blev udført I materialet polycarbonat og metal og blev udført i farverne champagne-sølv og sort.
Vigtige mangler på kameraet var  dybdeskarphed i forhåndsvisning og manglende fjernbetjening.